# メモリアル・スタジアム (ボルチモア)
メモリアル・スタジアム（Memorial Stadium）は、アメリカ合衆国のメリーランド州ボルチモアにかつて存在したスタジアム。NFLボルチモア・コルツ（現インディアナポリス・コルツ）が1953年から1983年まで、同ボルチモア・レイブンズが1996年から1997年まで、MLBボルチモア・オリオールズが1954年から1991年まで、CFLボルチモア・スタリオンズ（現モントリオール・アルエッツ）が1994年から1995年まで、それぞれ本拠地にしていた。

## スタジアムの歴史
ヴェナブル・パークという未開発地域にメモリアル・スタジアムが開場したのは1922年のことで、当時はミュニシパル・スタジアム（Municipal Stadium）、ボルチモア・スタジアム（Baltimore Stadium）、ヴェナブル・スタジアム（Venable Stadium）などと呼ばれていた。アメリカンフットボール用に建設された馬蹄型のスタジアムで、南側を除く三方をスタンドが取り囲んでいた。開場初期には、アーミー・ネイビー・ゲーム（陸軍士官学校と海軍兵学校の対抗戦）を含むカレッジフットボールの試合が多く開催された。
1944年夏、MiLBインターナショナルリーグに参加していたボルチモア・オリオールズの本拠地オリオール・パークが火災によって焼失。本拠地を失ったオリオールズはミュニシパル・スタジアムを野球ができるように改修した。この年オリオールズはジュニア・ワールドシリーズを制したのだが、このときミュニシパル・スタジアムで開催された試合には、オリオール・パークには入りきらないほどの大観衆が集まり、その年のワールドシリーズを観客動員で上回った。このことが大リーグ各球団オーナーの目にとまり、ボルチモアは「魅力的な移転先の一つ」と認識されるようになった。
ボルチモア市はこれを受け、大リーグやプロ・フットボールの使用にも堪えるようスタジアムを改修。650万ドルをかけた工事は1950年に竣工し、31,000人収容の大スタジアムとなった。また改修に併せ、スタジアム名も第一次世界大戦及び第二次世界大戦戦死者の名誉を称えメモリアル・スタジアムへと変更した。また、2年前の1948年8月16日に没したボルチモア出身のベーブ・ルースの名前を取ってベーブ・ルース・スタジアム（Babe Ruth Stadium）と呼ばれることもあった。
1953年にはNFLに新球団コルツが誕生。また翌1954年には大リーグのセントルイス・ブラウンズがセントルイスからボルチモアに移転し、チーム名をボルチモア・オリオールズに変更。この両チームは共にメモリアル・スタジアムを本拠地にした。
しかし、1970年には第5回スーパーボウル制覇、1975年からはAFC東地区三連覇を達成するなど強豪チームだったコルツもその後は成績がふるわず、1983年限りでボルチモアを去りインディアナ州インディアナポリスへ移転。一方のオリオールズも1988年に新球場の建設を発表し、1992年からオリオール・パーク・アット・カムデン・ヤーズへ移った。
1994年からはCFLスタリオンズ、1996年からはNFLレイブンズの本拠地となったが、それも2年ずつしか続かなかった。メモリアル・スタジアムは1997年12月14日に閉場し、2001年4月から10ヶ月かけて解体され、残骸はチェサピーク湾の人工暗礁の形成に使用された。

## 主要な出来事

### 野球
- 1954年4月15日、MLB公式戦初開催（オリオールズ 3－1 ホワイトソックス）。
- 1958年7月8日、オールスターゲーム開催（ア 4－3 ナ）。長打が1本もでなかったのはオールスター史上初。
- 1970年9月13日、フランク・ロビンソンが通算500本塁打を達成した。
- 1974年9月24日、地元ボルチモア出身のアル・ケーライン（タイガース）が通算3000安打を達成した。
- ワールドシリーズ開催:1966年、1969年 - 1971年、1979年、1983年
- 1991年10月6日、最後のMLB公式戦（タイガース 7－1 オリオールズ）。